# Herz-Jesu-Kirche (Essen-Burgaltendorf)

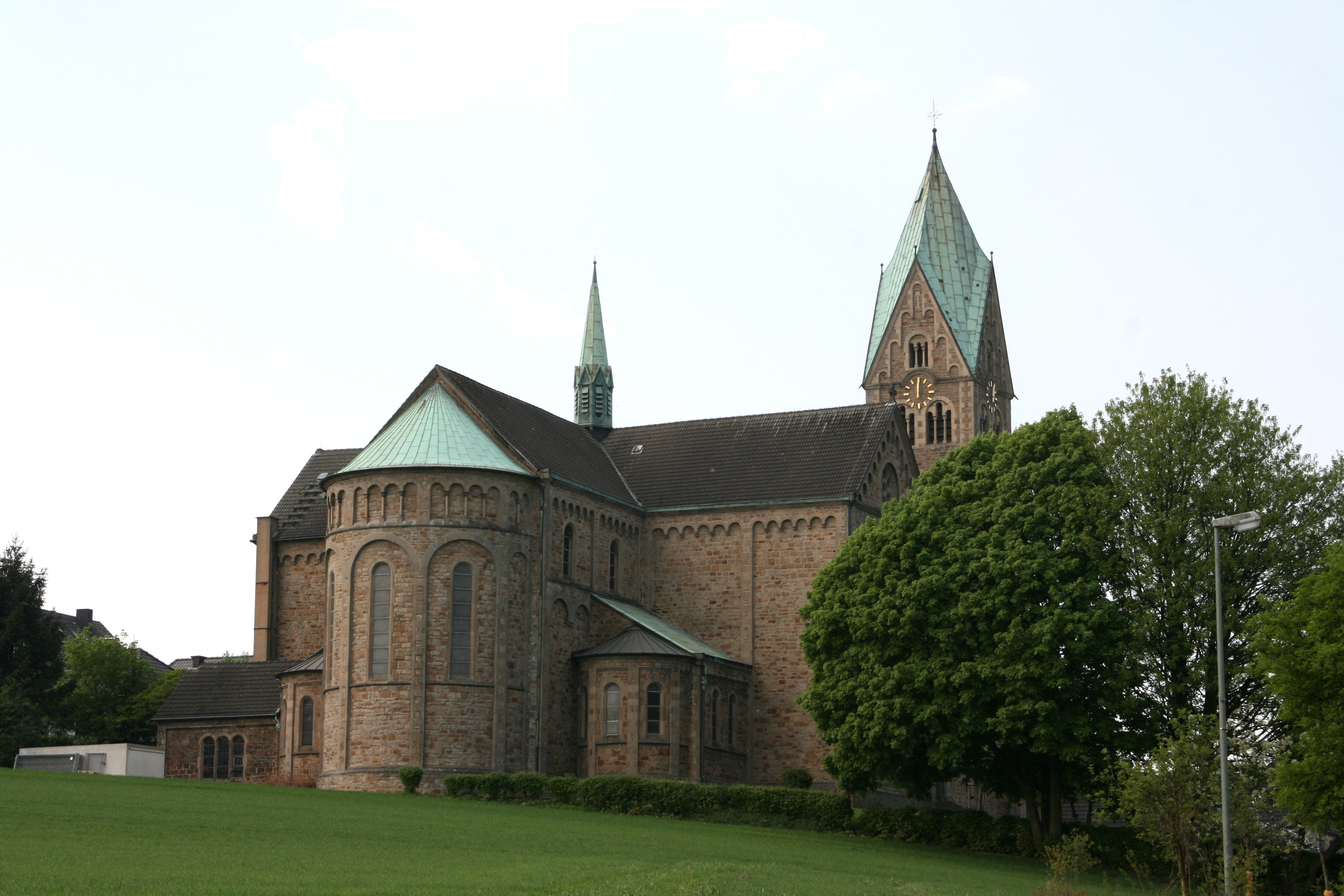
Herz-Jesu-Kirche

Die Herz-Jesu-Kirche ist eine katholische, dreischiffige Basilika im Essener Stadtteil Burgaltendorf. Der neuromanische Sakralbau steht seit 1990 unter Denkmalschutz.
Das Kirchengebäude ist täglich zwischen 10:00 Uhr und 17:00 Uhr für Besucher geöffnet.

## Geschichte

### Vorgeschichte
Vor Bestehen der Herz-Jesu-Kirche mussten die Gläubigen der ehemals selbständigen Gemeinde Altendorf (Ruhr), heute Burgaltendorf, einen weiten Weg zur 1147 erstmals erwähnten Filialkirche St. Mauritius im benachbarten Niederwenigern auf sich nehmen. Diese gehörte zum Dekanat Wattenscheid im Erzbistum Köln. Zum Kirchspiel Niederwenigern gehörte, neben benachbarten Orten wie Byfang oder Dahlhausen, auch Altendorf. 1859 musste St. Mauritius wegen Baufälligkeit einem 1861 eingeweihten Neubau weichen. Nachdem einige umliegende Orte aus dem Kirchspiel Niederwenigern ausschieden, folgte 1902 Altendorf mit der Einweihung der neuen katholischen Herz-Jesu-Kirche.

### Vor dem Kirchbau
Um 1890 zählte die selbständige Gemeinde Altendorf bereits über 2.000 Katholiken, so dass Ende des Jahres ein Kirchbauverein gegründet wurde, der zeitweise über mehr als 700 Mitglieder verfügte. Man führte in der Gemeinde 17 Sammelbezirke ein, in denen monatlich Gelder für einen künftigen Kirchbau gesammelt wurden. Auch bei den Bürgern in den umliegenden Orten, wie Byfang und Überruhr, wurde gesammelt, da diese sicherlich die Altendorfer Kirche mit nutzen werden würden. Am 21. Januar 1892 wurde ein 24.249 Quadratmeter großes Grundstück der Besitzung Therese Wasserfuhr für 10.800 Mark gekauft, auf dessen südlichem Teil nach Abholzung des Waldes schließlich die Kirche errichtet wurde, und dessen nördlicher Bereich für einen Friedhof gedacht war.
Widerstand gegen den geplanten Kirchbau in Altendorf kam aus finanziellen Gründen aus Niederwenigern. Nach Plänen des Architekten Lambert von Fisenne (Gelsenkirchen) sollte die Altendorfer Kirche in romanischem Stil erbaut werden. Allerdings gingen schon nur Teile dieses Vorhaben über das Vermögen des Kirchbauvereines hinaus. Es wurde 1895 festgelegt, dass nur mit vorhandenen Mitteln gebaut werden sollte, aber als Sicherheit für eventuelle Überschreitungen vermögende Personen bürgen müssen, zu denen auch Dr. Mölleney gehörte. Der Kirchenvorstand entschied sich im September 1895, gegen die Einwände von Niederwenigern, für eine eigene Seelsorgestelle in Altendorf, für die Bewilligung von Kosten eines geistlichen Angestellten und für die Anlage eines Friedhofes. Am 6. Mai 1896 fand der erste von weiteren regelmäßigen Gottesdiensten in Altendorf in der Gaststätte Siepmann (heute Worringstraße/Ecke Mölleneystraße) statt, gehalten von Vikar Heinrich Funke aus Riemke. Ein Notaltar wurde aus der St.-Gertrudis-Kirche in Essen herangeschafft. Der Friedhof wurde am 25. Mai 1899 eingeweiht.

#### Wilhelm Mölleney
Erster Vorsitzender des Kirchbauvereins war Wilhelm Mölleney, der zu seinem 75. Geburtstag den Ehrenbürgerbrief der selbständigen Gemeinde Altendorf/Ruhr erhielt. Nach Praxisübernahme seines Vaters war er Arzt am katholischen Elisabeth-Hospital im benachbarten Niederwenigern, Leiter der Sanitätskolonne und Mitglied der Gemeindevertretung. Am 23. März 1913, einem Ostersonntag, starb Mölleney. 1925 erhielt die ehemalige Schulstraße in Burgaltendorf den Namen Mölleneystraße.

### Kirchbau

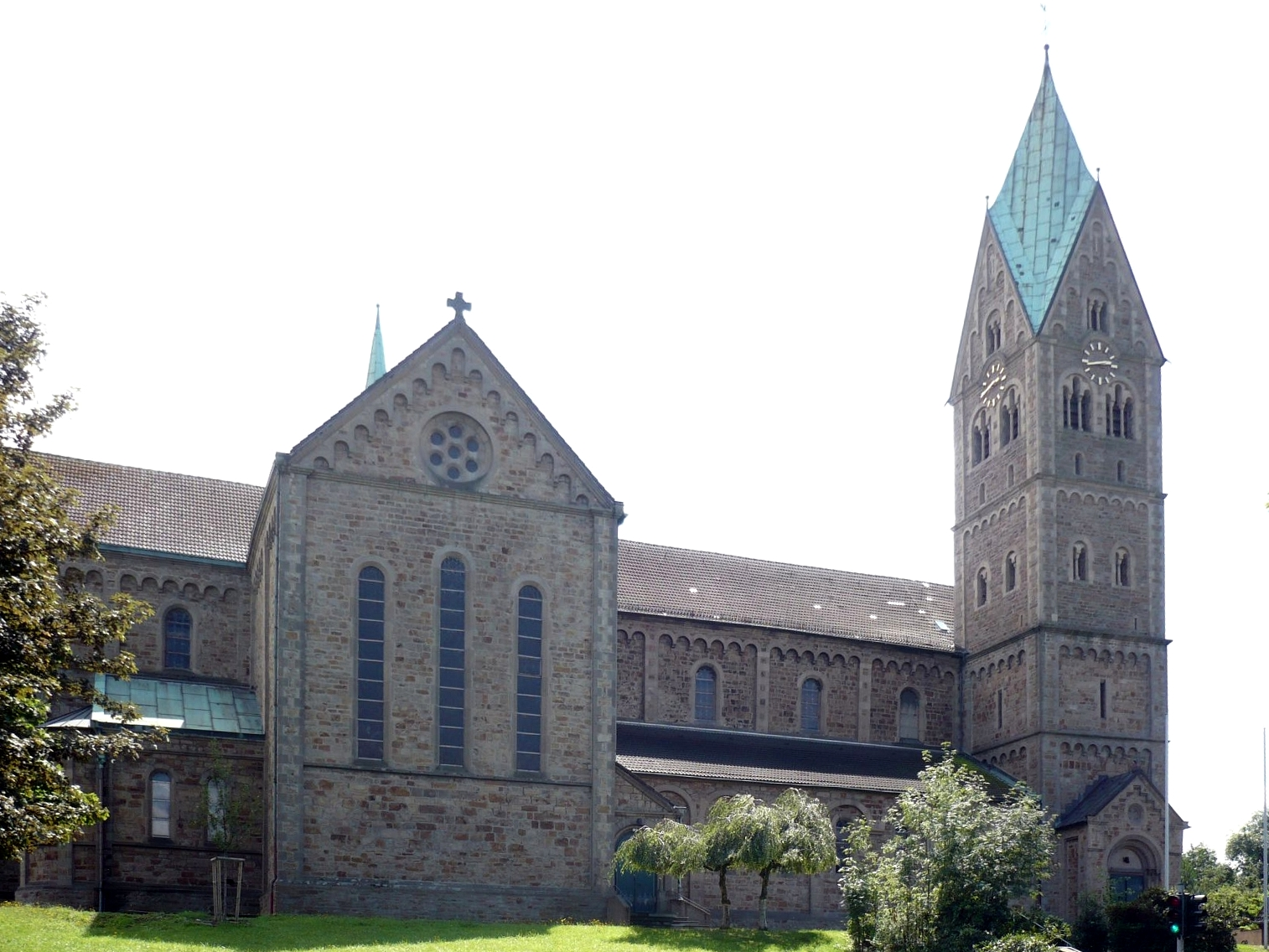
Herz-Jesu-Kirche

Die Kirche sollte aus Ruhrsandstein errichtet werden. Dafür wurden in Niederwenigern zwei Steinbrüche genutzt, in denen unter anderem Bergleute nach ihrer Schicht unentgeltlich arbeiteten und Fuhrwerke ebenfalls teils unentgeltlich die Steine abholten. Im Dezember 1893 wurde ein Verein zur Besorgung der Paramente gegründet, der ganz nach dem Vorbild des Kirchbauvereins Geld sammelte und zusätzlich Einnahmen durch verschiedene Veranstaltungen erzielte. Hier spielte auch der Vorsitzende des Kirchbauvereins, Wilhelm Mölleney, eine wesentliche Rolle.
Am 7. Oktober 1897 wurde durch das Generalvikariat die Baugenehmigung der Kirche erteilt, widersprach aber dem Bau eines zweiten Turmes und bestimmte den zeitlichen Ablauf. Nachdem auch das Oberbergamt Dortmund keine Einwände zur Sicherheit des Baugrundes hatte, kam am 7. Februar 1898 auch die staatliche Baugenehmigung aus Berlin. Am 20. August 1898 wurde der Grundstein der Herz-Jesu genannten Filialkirche gelegt, gefolgt von einer Rede von Wilhelm Mölleney. 
Allerdings begann man mit dem Bau gleich der gesamten dreischiffigen Basilika samt beider Türme. Am 16. April 1900 (Ostermontag) wurde die neue Kirche gesegnet und das Kreuz mit einer feierlichen Prozession hineingetragen.

### Erweiterungen nach Fertigstellung
Der gesamte Sakralbau kostete 123.000 Mark. Der Kirchbauverein sammelte insgesamt über 55.000 Mark. Weitere Einnahmen waren beispielsweise Kirchensteuern, eine Spende von 4000 Mark vom altendorfer Protestantenverein und insgesamt 5000 Mark vom Bonifatiusverein.
1902 war die über 12.000 Mark teure Orgel eingebaut, aber erst im Februar 1909 abgezahlt worden. Sie verfügte über 27 Register, zwei Manuale und ein Pedal. Die Innenausstattung der Kirche war anfangs dürftig. Auf schlechtem Betonboden wurden nach Geldsammlung des Pfarrers Ende 1904 Steine für den Hauptgang verlegt. Dazu kam ein einfacher Anstrich der bisher rohen Wände und Pfeiler sowie im gleichen Jahr der Marienaltar. Insgesamt gab es 16 Kirchenbänke, davon neun auf der Frauenseite. Dazu wurde eine Kommunionsbank aus Eichenholz gespendet. 1905 wurde der von Heinrich Schulte Holtey gespendete Hochaltar im Wert von 5000 Mark aufgestellt und die Fenster in den Chören eingebaut. Dann kamen auch weitere Sitzbänke hinzu. Im Mai 1909 erhielten die Chortreppe und die Altäre Marmorstufen für über 5000 Mark, die durch Spenden aufgebracht worden waren.
Der Bau des Pfarrhauses wurde am 13. Mai 1907 beschlossen, so dass es am 1. Juli 1908 bezogen wurde. Dafür wurden rund 18.300 Mark aufgebracht. Im Juli 1911 bekamen Pfarrhaus und Kirche das erste elektrische Licht. Es wurde im Langschiff, in den Seitenbögen, auf der Orgelbühne, vor den Beichtstühlen und an der Außentreppe für 1.231 Mark installiert.
Am 30. September 1913 wurde mit dem Hochbau des nördlichen Kirchturmes begonnen, der bis dahin, wie auch noch heute der Südturm, am Dachgesims endete. Der Nordturm samt der 8000 Mark teuren Turmuhr war am 21. Dezember des Jahres fertiggestellt.
1921 erhielt die katholische Kirchengemeinde einen Kindergarten, der im Saal Brauksiepe in der Laurastraße untergebracht war. Später zog er ins Schwesternhaus an der Hauptstraße, in dem sich seit 1921 auch die ambulante Krankenpflege, betreut von drei Schwestern, und eine Nähschule befand. Seit Frühjahr 1991 steht hier ein Gebäude mit 30 Altenwohnungen. 1923 erweiterte man den Friedhof in südlicher Richtung, ein Jahr darauf eröffnete die Pfarrbücherei und Ende 1925 ertönte erstmals das neue elektrische Geläut. 1928 wurde das Friedhofskreuz durch die Firma Bildhauer Thelen aus Essen aufgestellt, die dem Friedhof noch einen Brunnen schenkte.
Für den Kindergarten fand am 19. November 1954 der erste Spatenstich und am 28. Dezember die Grundsteinlegung statt. Die kirchliche Einweihung des Kindergartens war am 13. April 1956. Das neue Pfarrheim wurde am 26. September 1971 der Gemeinde übergeben. Nach Sanierung der gesamten Friedhofsanlage wurde am 19. August 1984 die neue Totenhalle eingeweiht.

### Renovierungen

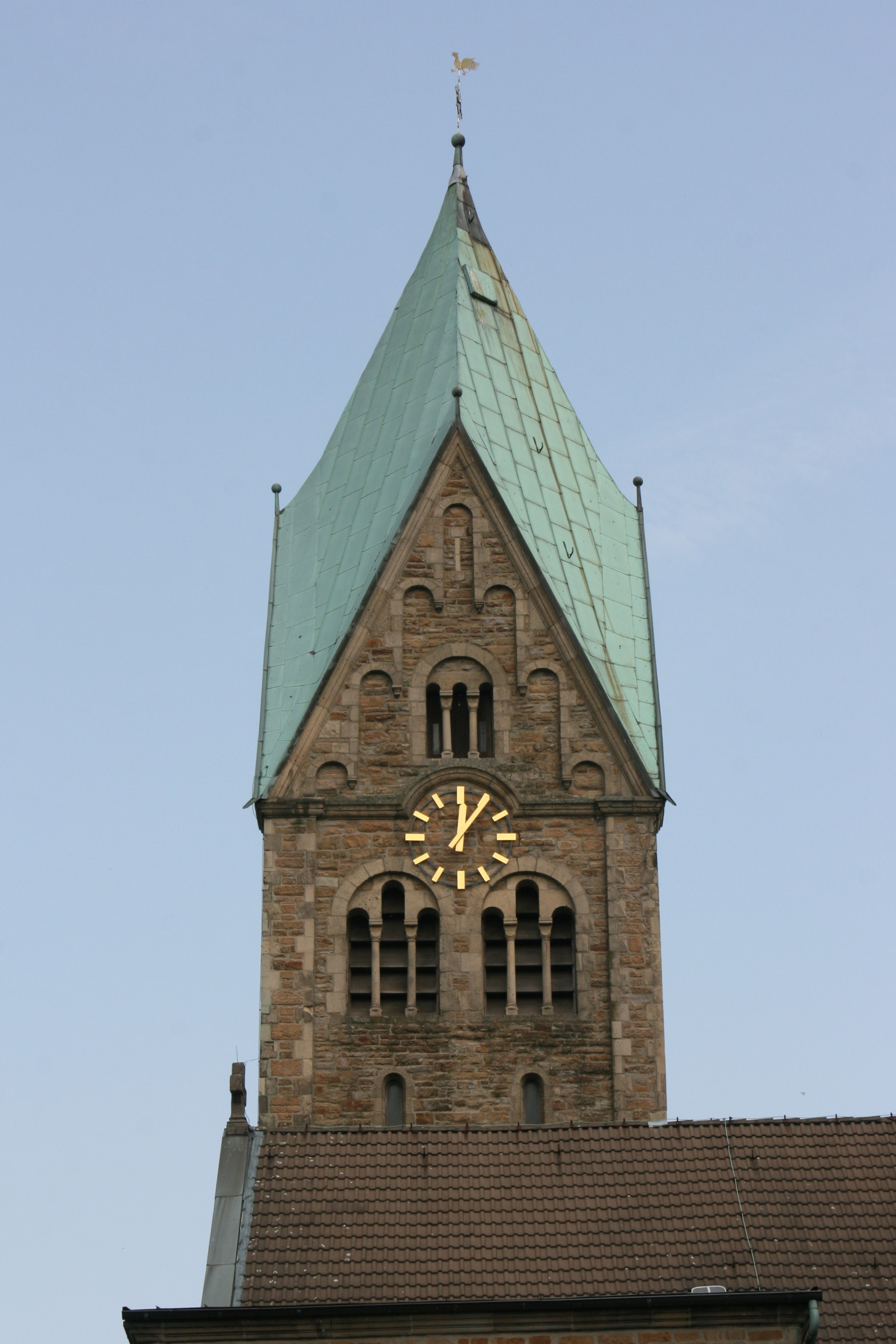
Turmspitze

Eine Vielzahl aufgetretener Mängel erforderte erste umfangreiche Instandsetzungsmaßnahmen, die von Juli 1932 bis Juli 1933 ausgeführt wurden. Nach Verhandlungen beteiligten sich die beiden Zechen Heinrich und Dahlhauser Tiefbau zusammen mit 5000 Mark. Der Dachstuhl, der durch ungenügende Verstrebung mit seinem Gewicht die Hauptmauern aus dem Lot brachte, musste mit Bindern versehen werden und die Mauern durch Gitterträger gefestigt werden. Dann wurde eine Kassettendecke angelegt und die Mauern verkleidet. Die Orgelbühne wurde erweitert und der Aufgang mit einer Eisentür versehen. Im Tonnengewölbe musste der brüchige Gips ersetzt und ein gebrochener Rundbogen im nördlichen Seitenschiff repariert werden.
1934 wurde der neue Förderschacht Theodor abgeteuft, nachdem ein Jahr zuvor der alte Schacht Charlotte IV neu abgeteuft wurde. Fortan hieß die Zeche Zeche Theodor. Durch die Entsumpfung des Bodens entstanden Bergsenkungen, die im westlichen Teil der Kirche nicht nur Risse entstehen ließen, sondern ebenfalls das vorgebaute Portal zum Einsturz brachten. Auch das Hauptportal musste gesperrt werden. Menschen kamen nicht zu Schaden.
1965 planierte und bepflanzte man den Kirchplatz am Nordhang. Die Fassade des Kirchturmes wurde renoviert und eine neue Turmuhr sowie eine Lautsprecheranlage in der Kirche installiert. Ein Grundstück am Kindergarten wurde verkauft und ein anderes zur Erweiterung des Friedhofes erworben.
1972 nahm man umfangreiche Sanierungsarbeiten an Fundament und Mauerwerk der Kirche vor. Von 1986 bis 1988 musste das Pfarrheim renoviert, die von Umwelteinflüssen beschädigte Fassade der Kirche saniert sowie der gesamte Glockenstuhl überholt werden. Ein barrierefreier Zugang wurde im rechten Querschiff zusätzlich eingebaut. 1989 folgte eine umfangreiche Innenraumrenovierung. Dabei wurde dieser neu bemalt, die Beleuchtung modernisiert und das verlorengegangene und wiedergefundene erste Taufbecken im Mittelschiff aufgestellt. Die dreijährige Renovierung verursachte Kosten, die mit Mitteln des Bistums und mit rund 300.000 DM Spenden beglichen wurden.
Im Juli 1995 wurde die alte Orgel abgebaut und durch eine neue, größere mit 42 Registern in vier Werken, drei Manualen und einem Pedal ersetzt. Sie bringt ein Gewicht von sieben Tonnen auf die Orgelbühne und wurde am 3. März 1996 eingeweiht. Im Jahr 2000 wurde das Pfarrheim erneut grundsaniert und erweitert.

### Kriegszeiten
Im Ersten Weltkrieg waren bis zum 1. Januar 1915 bereits 40 katholische Gemeindemitglieder gefallen, genau ein Jahr später waren es 60 Gefallene, 12 Vermisste und 15 Gefangene. Ihre Namen waren 1926 am Krieger-Gedächtnis-Altar in der Pfarrkirche verewigt worden. Nach Kriegsende fehlten dem bereits 1896 gegründeten Kirchen-Männerchor mehrere Stimmen, so dass aus ihm 1920 ein gemischter Chor wurde.
Im Zweiten Weltkrieg konnten 1939 und Ende 1940 Fenster für die Orgelbühne und das Kreuzschiff ersetzt werden. Zu Weihnachten 1939 konnte auch eine große Krippe angeschafft werden. Die Gottesdienste wurden insgesamt verkürzt und waren nur noch zu bestimmten Zeiten außerhalb des Fliegeralarms möglich. Vikar Wilhelm Sudhoff wurde 1941 zum Militärdienst eingezogen. Vikar Schulte-Oversohl ersetzte ihn, bevor er selbst später zum Militär musste. Von August 1942 bis Februar 1943 konnte niemand die Arbeit eines Vikars übernehmen. Am 9. April 1945 fiel durch eine gewaltige Detonation in der Nähe der Strom in der Kirche aus. Die Kämpfe erreichten am 12. April 1945 den Bereich um die Kirche. Nahezu alle Fenster gingen zu Bruch. Aber die Kirche blieb bis Kriegsende stehen und im Innern unversehrt. Seit dem 16. April wehte am Turm die Weiße Fahne. Am 22. April gab es wieder Licht.

### Pfarrgemeinde
Am 28. September 1902 wurde die Urkunde über die Errichtung der Pfarrei Altendorf im Gottesdienst verkündet. Seitdem ist die ehemalige Filialkirche eine Pfarrkirche und dementsprechend unabhängig vom Kirchspiel Niederwenigern.
Mit der Gebietsreform von 1970, als aus der Gemeinde Altendorf, vorher dem Regierungsbezirk Arnsberg zugehörig, der neue Essener Stadtteil Burgaltendorf wurde, kam die Gemeinde vom Dekanat Hattingen zum neuen Dekanat Heisingen-Kupferdreh. Die ehemals westfälische Gemeinde gehört nun zum Rheinland.
Die sinkende Anzahl an Gläubigen und Geistlichen drängte im Jahr 2000 dazu, eine Kooperationseinheit mit den Nachbargemeinden St. Suitbert und St. Maria Heimsuchung in Überruhr zu bilden.
Die Pfarrgemeinde der Pfarrkirche Herz-Jesu Burgaltendorf bestand bis April 2008, als sie der aus Kostengründen neu angelegten Pfarrei St. Josef Essen Ruhrhalbinsel im Dekanat Essen zugeordnet wurde. Seit der Profanierung der Pfarrkirche St. Josef im November 2013 dient die Herz-Jesu-Kirche als Pfarrkirche der Pfarrei St. Josef.

## Orgel
Die Orgel der Herz-Jesu-Kirche wurde 1996 von der Orgelbaufirma Mönch (Überlingen) erbaut. Das Instrument hat 42 klingende Register (2815 Pfeifen) auf drei Manualen und Pedal. Die Spieltrakturen sind mechanisch, die Registertrakturen mechanisch und elektrisch (Doppelregistratur).
| I Positiv C–g3 |                  |       |
| 1.             | Principal        | 8′    |
| 2.             | Bourdon          | 8′    |
| 3.             | Flûte octaviante | 4′    |
| 4.             | Sesquialter II   | 2 ⁄3′ |
| 5.             | Doublette        | 2′    |
| 6.             | Larigot          | 1 ⁄3′ |
| 7.             | Cymbel III       | 1′    |
| 8.             | Cromorne         | 8′    |
|                | Tremulant        |       |

| II Hauptwerk C–g3 |                  |       |
| 9.                | Praestant        | 16′   |
| 10.               | Principal        | 8′    |
| 11.               | Flûte harmonique | 8′    |
| 12.               | Gambe            | 8′    |
| 13.               | Gedeckt          | 8′    |
| 14.               | Octave           | 4′    |
| 15.               | Gemshorn         | 4′    |
| 16.               | Quinte           | 2 ⁄3′ |
| 17.               | Superoctave      | 2′    |
| 18.               | Mixtur IV        | 1 ⁄3′ |
| 19.               | Cornet V         | 8′    |
| 20.               | Trompete         | 8′    |

| III Schwellwerk C–f3 |                 |        |
| 21.                  | Bourdon         | 16′    |
| 22.                  | Offenflöte      | 8′     |
| 23.                  | Salicional      | 8′     |
| 24.                  | Vox cœlestis    | 8′     |
| 25.                  | Viola           | 4′     |
| 26.                  | Traversflöte    | 4′     |
| 27.                  | Nazard          | 2 ⁄3′  |
| 28.                  | Flageolet       | 2′     |
| 29.                  | Terz            | 1 3⁄5′ |
| 30.                  | Plein jeu V     | 2′     |
| 31.                  | Basson          | 16′    |
| 32.                  | Trompette harm. | 8′     |
| 33.                  | Hautbois        | 8′     |
| 34.                  | Clairon         | 4′     |
|                      | Tremulant       |        |

| Pedalwerk C–f1 |              |         |
| 35.            | Principalbaß | 16′     |
| 36.            | Subbaß       | 16′     |
| 37.            | Quintbaß     | 10 2⁄3′ |
| 38.            | Octavbaß     | 8′      |
| 39.            | Gedecktbaß   | 8′      |
| 40.            | Tenoroctave  | 4′      |
| 41.            | Bombarde     | 16′     |
| 42.            | Trompete     | 8′      |

- Koppeln: I/II, III/I, III/II, I/P, II/P, III/P, III 4′/P
- Spielhilfen: elektronische Setzeranlage, Sequenzer

## Glocken
Im Jahr 1913 als der Kirchturm errichtet worden war, lieferte die Glockengießerei Otto aus Hemelingen/Bremen vier Bronzeglocken. Die Glocken hatten die Schlagtöne c – es – f – g und wogen zusammen 4875 kg. Die vier gespendeten Kirchenglocken mussten im Ersten Weltkrieg als Metallspende des deutschen Volkes abgegeben werden. Sie wurden aber nach dem Krieg durch das Geschenk der folgenden vier Eisenhartgussglocken ersetzt:
| Nr. | Schlagton (HT-1/16) | Gießer                                                                               | Gussjahr |
| 1   | c¹                  | K. Richard Heinrich Ulrich, Glockengießerei in Apolda, Friedrich (I) Weule, Bockenem | 1920     |
| 2   | d¹                  | K. Richard Heinrich Ulrich, Glockengießerei in Apolda, Friedrich (I) Weule, Bockenem | 1920     |
| 3   | e¹                  | K. Richard Heinrich Ulrich, Glockengießerei in Apolda, Friedrich (I) Weule, Bockenem | 1920     |
| 4   | g¹                  | K. Richard Heinrich Ulrich, Glockengießerei in Apolda, Friedrich (I) Weule, Bockenem | 1920     |